# Гвоздика бородатая
Гвоздика бородатая, или турецкая (лат. Dianthus barbatus) — растение из рода Гвоздика. Существуют две разновидности: Dianthus barbatus var. barbatus L. и Dianthus barbatus var. asiaticus Nakai — с листьями не более 1 см шириной.

## Ботаническое описание
Двулетнее растение, 30-75 см высотой. Листья зелёные или сине-зелёные, длиной 4-10 см и шириной 1-2 см. Цветки 2-3 см в диаметре, состоят из пяти свободных лепестков.

## Распространение
В природе вид встречается в Южной и Юго-Восточной Европе.

## Использование
Турецкая гвоздика — популярное садовое растение. Выведено множество сортов и гибридов с белыми, розовыми, красными или фиолетовыми цветками. Цветки считаются съедобными.